# Polonia Bytom
Polonia Bytom is een Poolse voetbalclub uit Bytom in het zuiden van het land.

## Geschiedenis
De club werd in 1920 opgericht als Polonia Beuthen, een club van de Poolse minderheid in de stad Beuthen. In het voorjaar van dat jaar verloor de club met 4-1 van KS Poniatowski uit het nabijgelegen Schomberg. Na de derde Silezische opstand kwam er een volksplebisciet. Beuthen koos voor Duitsland en de Duitse regering verbood de Poolse club. 
Na de Tweede Wereldoorlog werd Beuthen Pools en werd de stad herbevolkt met mensen die voornamelijk uit Lwów afkomstig waren, dat nu een Oekraïense stad was geworden. Op 21 mei 1945 werd de club heropgericht als TS Polonia Bytom. De clubkleuren van het voormalige Pogoń Lwów werden overgenomen.
De club werd twee keer kampioen van Polen: in 1954 en in 1962. Tot 1980 was de club met enkele kleine onderbrekingen een vaste waarde in de hoogste klasse. Uitgerekend in het jaar van de degradatie werd stadsrivaal Szombierki Bytom landskampioen. De club keerde eenmalig terug in 1986/87 en speelde vanaf toen tien jaar in de tweede divisie. In 1997 fuseerde de club met rivaal Szombierki en speelde als Polonia/Szombierki in de tweede klasse. De club waren echter te verschillend en na één seizoen werd de fusie ongedaan gemaakt en nam Polonia terug de plaats in de tweede klasse in. In 2001 zakte de club verder weg naar de derde klasse.
De club kon in 2005 terugkeren en na twee jaar promoveerde de club na twintig jaar nog eens naar de hoogste divisie. In 2009 en 2010 eindigde de club op een zevende plaats maar in 2011 degradeerde de club opnieuw. Twee jaar later zakte de club verder weg naar de derde divisie en een jaar later zelfs naar de vierde divisie (III liga). De volgende jaren ging de club op en neer tussen de derde en vierde divisie.

## Erelijst
- Landskampioen
  - 1954, 1962
- International Football Cup
  - 1965
- International Soccer League
  - 1965

## Polonia in Europa
Uitslagen vanuit gezichtspunt Polonia Bytom
| Seizoen | Competitie  | Ronde | Land                                          | Club             | Totaalscore | 1e W    | 2e W    | PUC |
| ------- | ----------- | ----- | --------------------------------------------- | ---------------- | ----------- | ------- | ------- | --- |
| 1958/59 | Europacup I | Q     | Vlag van Hongarije                            | MTK Boedapest    | 0-6         | 0-3 (T) | 0-3 (U) | 0.0 |
| 1962/63 | Europacup I | Q     | Vlag van Griekenland (1822-1970 en 1975-1978) | Panathinaikos FC | 6-2         | 2-1 (T) | 4-1 (U) | 6.0 |
|         |             | 1/8   | Vlag van Turkije                              | Galatasaray SK   | 2-4         | 1-4 (U) | 1-0 (T) | 6.0 |

Totaal aantal punten voor UEFA coëfficiënten: 6.0

## Overzicht seizoenen
| Competitie  | Aantal | Periode (1947-2020)                                                          |
| ----------- | ------ | ---------------------------------------------------------------------------- |
| Ekstraklasa | 36     | 1947-1949, 1951-1955, 1957-1976, 1977-1980, 1986-1987, 2007-2011             |
| I liga      | 26     | 1950, 1956, 1976-1977, 1980-1986, 1987-1997, 1998-2001, 2005-2007, 2011-2013 |
| II liga     | 8      | 2001-2005, 2013-2014, 2015-2017                                              |
| III liga    | 2      | 2014-2015, 2019-....                                                         |

## Spelers
Chojniczanka Chojnice ·
GKS Jastrzębie · 
Hutnik Kraków · 
KKS 1925 Kalisz · 
ŁKS Łódź II ·
Olimpia Elbląg · 
Olimpia Grudziadz ·
Podbeskidzie Bielsko-Biała ·
Pogoń Grodzisk Mazowiecki ·
Polonia Bytom ·
Radunia Stężyca · 
Rekord Bielsko-Biała ·
Resovia ·
Skra Częstochowa ·
Świt Szczecin ·
Wieczysta Kraków ·
Wisła Puławy · 
Zagłębie II Lubin ·
Zagłębie Sosnowiec